# Перуника (ледник)
Вижте пояснителната страница за други значения на Перуника.
Ледник Перуника (на английски: Perunika Glacier) е с дължина 8 км и средна ширина 3 км в източната част на остров Ливингстън.
Разположен северно от Българско крайбрежие и плато Балкан, североизточно, северно и северозападно от хребет Бърдик, северно от хребет Плиска и седловина Несебър, западно от седловина Вьорнер, югозападно и западно от хребет Боулс, югозападно от Гурева седловина и южно от ледодела между протоците Брансфийлд и Дрейк. Оттича се на северозапад между хребетите Бърдик и Боулс, северно от връх Резен завива на запад-югозапад и се влива в залива Емона между Българско крайбрежие и Пимпирев бряг. Силно напукана повърхност в долната част на ледника, където получава приток от плато Балкан и от района на Гурева седловина. Обект на испански и български глациоложки проучвания.
Координатите му са: 62°36′45″ ю. ш. 60°15′48″ з. д. / 62.6125° ю. ш. 60.263333° з. д..
Наименуван на селището Перуника в Южна България. Името е официално дадено на 23 февруари 1995 г.
Испанско картографиране от 1991 г., българско от 1996, 2005, 2009 и 2012 г.

## Карти
- Isla Livingston: Península Hurd. Mapa topográfico de escala 1:25 000. Madrid: Servicio Geográfico del Ejército, 1991.
- Л.Л. Иванов, Остров Ливингстън: Central-Eastern Region. топографска карта в мащаб 1:25000. Проект на Комисията по антарктическите наименования, подкрепен от Атлантическия клуб в България и Българския антарктически институт, София, 1996.
- L.L. Ivanov et al, Antarctica: Livingston Island, South Shetland Islands (from English Strait to Morton Strait, with illustrations and ice-cover distribution), 1:100000 scale topographic map, Antarctic Place-names Commission of Bulgaria, Sofia, 2005
- Л. Иванов. Антарктика: Остров Ливингстън и острови Гринуич, Робърт, Сноу и Смит. Топографска карта в мащаб 1:120000. Троян: Фондация Манфред Вьорнер, 2009. ISBN 978-954-92032-4-0
- Л. Иванов. Карта на остров Ливингстън. В: Иванов, Л. и Н. Иванова. Антарктика: Природа, история, усвояване, географски имена и българско участие. София: Фондация Манфред Вьорнер, 2014. с. 18-19. ISBN 978-619-90008-1-6
- А. Камбуров и Л. Иванов. Хребет Боулс и централна Тангра планина: Остров Ливингстън, Антарктика. Карта в мащаб 1:25000 map. София: Фондация Манфред Вьорнер, 2023. ISBN 978-619-90008-8-5